# Calciumnitriet
Calciumnitriet is het zout van calcium en salpeterigzuur met als brutoformule Ca(NO2)2.
Bij langdurige blootstelling met zuurstof reageert calciumnitriet tot calciumnitraat (Ca(NO3)2). Bij verhitting ontbindt de stof waarbij distikstofoxide ontstaat.

## Toepassingen
De stof wordt gebruikt als anodische corrosieinhibitor voor staal, bijvoorbeeld in gewapend beton. De stof gedraagt zich als reductor in waterige oplossing.

## Verbod
Wegens de toxische eigenschappen van calciumnitriet, is het gebruik ervan in gewapend beton verboden in Europa. In de Verenigde Staten en Japan is het wel toegestaan.